# Saint-Jodard
Saint-Jodard és un municipi francès situat al departament del Loira i a la regió d'Alvèrnia-Roine-Alps. L'any 2007 tenia 608 habitants.

## Demografia

### Població
El 2007 la població de fet de Saint-Jodard era de 608 persones. Hi havia 156 famílies de les quals 60 eren unipersonals (16 homes vivint sols i 44 dones vivint soles), 40 parelles sense fills, 52 parelles amb fills i 4 famílies monoparentals amb fills.
La població ha evolucionat segons el següent gràfic:
Habitants censats

### Habitatges
El 2007 hi havia 202 habitatges, 158 eren l'habitatge principal de la família, 29 eren segones residències i 15 estaven desocupats. 161 eren cases i 40 eren apartaments. Dels 158 habitatges principals, 97 estaven ocupats pels seus propietaris, 58 estaven llogats i ocupats pels llogaters i 4 estaven cedits a títol gratuït; 8 tenien dues cambres, 25 en tenien tres, 41 en tenien quatre i 85 en tenien cinc o més. 91 habitatges disposaven pel capbaix d'una plaça de pàrquing. A 84 habitatges hi havia un automòbil i a 50 n'hi havia dos o més.

### Piràmide de població
La piràmide de població per edats i sexe el 2009 era:
| Homes | Edats   | Dones |
| ----- | ------- | ----- |
| 0     | 95 o +  | 8     |
| 4     | 90 a 94 | 4     |
| 4     | 85 a 89 | 8     |
| 4     | 80 a 84 | 0     |
| 0     | 75 a 79 | 0     |
| 12    | 70 a 74 | 16    |
| 16    | 65 a 69 | 16    |
| 16    | 60 a 64 | 12    |
| 4     | 55 a 59 | 8     |
| 20    | 50 a 54 | 16    |
| 12    | 45 a 49 | 20    |
| 28    | 40 a 44 | 20    |
| 16    | 35 a 39 | 28    |
| 24    | 30 a 34 | 16    |
| 68    | 25 a 29 | 48    |
| 52    | 20 a 24 | 36    |
| 12    | 15 a 19 | 8     |
| 8     | 10 a 14 | 32    |
| 16    | 5 a 9   | 8     |
| 4     | 0 a 4   | 8     |

## Economia
El 2007 la població en edat de treballar era de 443 persones, 138 eren actives i 305 eren inactives. De les 138 persones actives 124 estaven ocupades (57 homes i 67 dones) i 14 estaven aturades (7 homes i 7 dones). De les 305 persones inactives 23 estaven jubilades, 98 estaven estudiant i 184 estaven classificades com a «altres inactius».

### Ingressos
El 2009 a Saint-Jodard hi havia 147 unitats fiscals que integraven 344,5 persones, la mediana anual d'ingressos fiscals per persona era de 14.493 €.

### Activitats econòmiques
Dels 14 establiments que hi havia el 2007, 4 eren d'empreses de construcció, 3 d'empreses de comerç i reparació d'automòbils, 1 d'una empresa de transport, 3 d'empreses d'hostatgeria i restauració, 1 d'una empresa de serveis, 1 d'una entitat de l'administració pública i 1 d'una empresa classificada com a «altres activitats de serveis».
Dels 6 establiments de servei als particulars que hi havia el 2009, 1 era una oficina de correu, 1 paleta, 1 fusteria, 1 lampisteria, 1 electricista i 1 restaurant.
L'únic establiment comercial que hi havia el 2009 era una botiga de menys de 120 m².
L'any 2000 a Saint-Jodard hi havia 18 explotacions agrícoles que ocupaven un total de 396 hectàrees.

## Equipaments sanitaris i escolars
El 2009 hi havia una escola elemental.

## Poblacions més properes
El següent diagrama mostra les poblacions més properes.